# Jon McLaughlin (football)
Pour les articles homonymes, voir John McLaughlin.
Jonathan Peter « Jon » McLaughlin, né le 9 septembre 1987 à Édimbourg, est un footballeur international écossais qui évolue au poste de gardien de but.

## Biographie
Le 23 juillet 2014, il rejoint le club du Burton Albion FC.
Le 25 août 2017, il rejoint Heart of Midlothian.
Le 25 juin 2018, il rejoint Sunderland AFC.
Le 23 juin 2020, il signe au club écossais des Rangers.

### En équipe nationale
Il reçoit sa première sélection en équipe d'Écosse le 2 juin 2018 en amical contre le Mexique.
McLaughlin est retenu dans la liste des vingt-six joueurs écossais sélectionnés par Steve Clarke pour disputer l'Euro 2020.

## Palmarès

### En club
- Champion d'Écosse en 2021 avec Rangers FC
- Vice-champion d'Écosse en 2023 avec Rangers FC
- Vainqueur de la Coupe d'Écosse en 2022 avec Rangers FC
- Champion d'Angleterre de D4 en 2015 avec Burton Albion.
- Finaliste de l'EFL Trophy en 2019 avec Sunderland

### Distinction personnelle
- Membre de l'équipe-type de D3 anglaise en 2015-2016.